# Sara Haraldsson
Sara Linnéa Claudina Haraldsson Lindh, född 1989 i Tyresö kommun, Stockholms län, är en svensk författare, feminist och opinionsbildare som tillsammans med Sofia Brändström grundade jämställdhetsorganisationen Maktsalongen 2011. 

## Biografi
Haraldsson började sitt engagemang i ideella sektorn år 2005 då hon blev invald i Sveriges Elevråd - SVEAs styrelse (2005-2007). Haraldsson har sedan dess haft en rad förtroendeuppdrag inom ideell sektor, till exempel som på ledamot i Röda Korsets Ungdomsförbund (2008-2009) och ledamot samt vice ordförande för Landsrådet för Sveriges Ungdomsorganisationer (2007-2010). 
Engagemanget drev henne till att starta det feministiska mentorskapsprogrammet Maktsalongen år 2011. Programmet utvecklades senare till att bli en organisation som arbetar med jämställdhet på flera sätt och har bland annat sedan år 2012 arrangerat Årets feministiska Almedalstal under Almedalsveckan på Gotland, utbildat organisationer i jämställdhet och tagit fram jämställdhetsverktyg, bland annat "Inga ursäkter" och "Lite mycket nu". Lite mycket nu nominerades 2018 till Årets ideella kampanj i kommunikationstävlingen 100-wattaren.
Haraldsson har en masterexamen i statsvetenskap från Stockholms universitet. 2014 skrev hon sin masteruppsats ”Störiga kvinnor och självklara män – en studie kvinnors syn på jämställdhet och makt i Sveriges riksdag”.
Genom Maktsalongen har Haraldsson etablerat sig som en svensk opinionsbildare inom feminism och psykisk ohälsa. Haraldsson har omnämnts på Shortcuts lista över årets uppstickare 2012 och 2015, samt på TCO:s lista över framtidens mäktigaste 2016 och 2017.
Haraldsson ligger även bakom poddarna “Fan va fittigt”, “Kom, förändrade, gick” och “Maktsalongen ringer”. 2018 blev Haraldsson ledamot i Reklamombudsmannens opinionsnämnd som har uppdraget att hantera anmälningar mot reklam där det inte sedan tidigare finns tydlig praxis gällande vad som är emot reglerna.
Sedan 2020 är Haraldsson Chef för engagemang och påverkan på Fairtrade.